# Georg Kriz
Georg Kriz (* 4. April 1921 in Krems an der Donau; † 29. August 2019) war ein österreichischer Politiker (SPÖ). Er war von 1970 bis 1982 Abgeordneter zum Nationalrat.

## Leben
Kriz absolvierte die Volks- und Hauptschule und während seiner Kriegsgefangenschaft einige Klassen einer High School in den Vereinigten Staaten. Er erlernte den Beruf des Schlossers und besuchte die Sozialakademie der Kammer für Arbeiter und Angestellte für Wien. In der Folge war er beruflich als Amtsstellenleiter der Kammer für Arbeiter und Angestellte für Niederösterreich beschäftigt.
Im politischen Bereich engagierte sich Kriz als Jugendfunktionär und fungierte als Gruppen- und Bezirksobmann der Sozialistischen Jugend. Zudem war er Bezirksobmann der Gewerkschaftsjugend, Bezirksparteivorsitzender der SPÖ Krems sowie Gemeinderat in Krems. Er vertrat die SPÖ vom 31. März 1970 bis zum 8. Oktober 1982 im Nationalrat, war Mitglied des Landesverteidigungsausschusses, trieb die Elektrifizierung der Franz-Josefs-Bahn voran und forderte immer wieder strenge Tierschutzgesetze. Er wurde in Krems an der Donau bestattet.